# Sponka
Sponka je pripomoček za spenjanje dveh ali več listov papirja, največkrat v obliki zavitega kosa jeklene žice ali plastike, ki drži liste skupaj po principu vzvoja in trenja.
Večina sponk za papir je različica tipa Gem, ki je bila predstavljena v 1890-ih ali še prej in za katero sta značilni skoraj dve polni zanki, narejeni iz žice. Skupno sponkam za papir je njihova uporaba vzvoja in elastičnosti v žici ter trenje med žico in papirjem. Ko je med dvema "jezikoma" sponke vstavljeno zmerno število listov, se jeziki razlepijo in povzročijo vzvoj v ovinku žice, da se listi oprijemajo skupaj.

## Oblika in sestava
Sponke za papir imajo navadno podolgovato obliko z ravnimi stranicami, lahko pa so tudi trikotne ali okrogle oblike. Obstajajo tudi sponke z bolj zapleteno obliko. Najpogostejši material je jeklo ali kakšna druga kovina, uporablja pa se tudi oblikovana plastika.
Nekatere druge vrste sponk za papir uporabljajo dvodelni sistem vpenjanja. Najnovejše novosti vključujejo večbarvne sponke za papir s plastično prevleko in sponke z vzmetjo.
1. ↑  Brown, Peter (1. september 2009). »The Paper Clip«. Scientific American. Pridobljeno 12. decembra 2018.